# Saab 9-4X
De Saab 9-4X was een middelgrote SUV met eenzelfde grootte als de Lexus RX.
Nadat General Motors de aandelen van Subaru had verkocht, werd de ontwikkeling van de Saab 9-6X stopgezet, want die werd parallel aan de Subaru B9 Tribeca ontwikkeld.
General Motors-dochter Saab Automobile kwam uiteindelijk met een cross-over, een kruising tussen een SUV en een stationwagen op het GM Theta Premium-platform. De 9-4X was in dat opzicht een zustermodel van de Cadillac SRX, een voor Cadillac-begrippen kleine crossover die in 2009 als 2010-model verscheen. Beide auto's werden in Mexico op dezelfde produktielijn gebouwd.
Saab dacht in Europa met de 9-4X betere kansen te hebben dan met de 9-7X, omdat die laatste veel te groot zou zijn (maar die het in de Verenigde Staten wel redelijk goed deed). De 9-7X ging eind december 2008 uit productie, nadat GM voortijdig besloot een viertal fabrieken in de Verenigde Staten te sluiten.
In januari 2008 werd een prototype van de 9-4X gepresenteerd. Gedurende het hele jaar 2008 werden in Europa en de VS testversies gespot, duidend op een naderende introductie. Twee jaar later, in januari 2010, werd bekend dat de 9-4X vanaf 2011 in productie kwam. De assemblage vond in Mexico plaats.
In juni 2011 begon de verkoop in de Verenigde Staten en vanaf augustus ook elders. In november 2011 werd de productie gestaakt vanwege de financiële problemen bij Saab. In totaal werden er ongeveer 673 productie exemplaren gebouwd over de modeljaren 2011 en 2012. Daarmee was de 9-4X de kortstlopende Saab.

## Motoren
|                              | 3.0i V6                                | 2.8T V6 Aero                           |
| Productie                    | 2011                                   | 2011                                   |
| Motoreigenschappen           |                                        |                                        |
| Motortype                    | V6-benzine                             | V6-benzine                             |
| Brandstofinjectie            | Spark Ignition Direct Injection (SIDI) | Spark Ignition Direct Injection (SIDI) |
| Turbo                        | nee                                    | ja                                     |
| Cilinderinhoud               | 2997 cm³                               | 2792 cm³                               |
| Vermogen"'                   | 195 kW (265 pk) bij 6950/min           | 221 kW (300 pk) bij 5300/min           |
| Koppel                       | 302 Nm bij 5100/min                    | 400 Nm bij 2000/min                    |
| Krachtoverbrenging           |                                        |                                        |
| Aandrijving                  | vier-wielaandrijving                   | vier-wielaandrijving                   |
| Transmissie                  | 6-automaat                             | 6-automaat                             |
| Meetwaarden                  |                                        |                                        |
| Acceleratie, 0-100 km/h      | 9,0 s                                  | 8,3 s                                  |
| Topsnelheid                  | 210 km/h                               | 230 km/h                               |
| Brandstofverbruik (l/100 km) | 11,7 l                                 | 12,2 l                                 |
| CO2-emissie (g/km)           | 271 g/km                               | 286 g/km                               |

Vroegere modellen:
92001 · 
92 · 
93 · 
Sonnett I · 
95 · 
96 · 
Sonnett II · 
Sonnett III · 
99 · 
90 · 
600 · 
900 · 
9000 · 
9-3 · 
9-5 ·
9-4X · 
9-7X
Voormalig geplande modellen:
9-1/9-2 · 
9-6X
Conceptmodellen:
Aero-X · 
9-X